# Luisa de la Cerda
Luisa de la Cerda y de Silva (-1596) fue una dama de la alta nobleza española, especialmente conocida por su relación con Santa Teresa de Jesús.

## Biografía
Fue la última de los cuatro hijos de Juan de la Cerda, II duque de Medinaceli (1485-1544) y su segunda esposa, María de Silva y Toledo (1494-1544). Tuvo por hermanos a:
- Catalina (1513-¿?), casada en 1535 con Lorenzo Suárez de Mendoza (1518-1583), IV conde de Coruña.
- Juan (c. 1515-1575), IV duque de Medinaceli, casado hacia 1541 con Joana Manoel de Noronha (1520-1568), con sucesión.
- Fernando (c. 1516-1579), casado en 1562 con Ana de Bernemicourt (1556-1600).

Además, tuvo otros hermanos de padre, fruto del primer matrimonio de este con Mencía Manuel de Bragança y Noroña(1408-1504):
- Isabel (1502-¿?), casada en 1547 con Pedro Zapata de Ayala
- Luis, I marqués de Cogolludo (1503-1536), ¿casado con Ana de Mendoza y Pimentel (¿?-1574), sin sucesión.
- Gastón, III duque de Medinaceli (1504-1552), casado en 1540 con María Sarmiento de la Cerda.

En su juventud, alrededor de 1544, tuvo una hija siendo soltera. Esta hija fue el resultado de las visitas que realizaba a su casa Diego Hurtado de Mendoza y de la Cerda, I príncipe de Mélito. El fruto de esta relación fue Isabel de Mendoza, que sería educada por los Mendoza, su familia paterna.
En 1547 casaría con Ares Pardo de Saavedra, I señor de Malagón y mariscal de Castilla. Arias Pardo era además sobrino del cardenal Tavera.
Tras enviudar en 1561, la priora del monasterio de la Encarnación en Ávila le envió para consolarla a Teresa de Jesús. Teresa de Jesús permanecería en el palacio de doña Luisa en Toledo, siete meses, desde enero a julio de 1562. Fruto de su amistad con Teresa de Jesús, esta última fundaría el convento carmelita de San José en Malagón, señorío del difunto marido de doña Luisa en 1568.
Moriría en 1596.

## Familia
Tuvo un primer hijo de Diego Hurtado de Mendoza y de la Cerda, I príncipe de Mélito: Isabel de Mendoza.
De su matrimonio con Ares Pardo de Saavedra, tuvo tres vástagos que no tendrían a su vez descendencia:
- María  (¿? - 1566), casada con Fernando de Silva Ayala y Monroy (1543-1590), VI conde de Cifuentes; sin descendencia.
- Juan (1550-1571), II señor de Malagón, célibe.
- Catalina
- Guiomar, casada en primeras nupcias con Juan de Zúñiga y Requesens, Señor de Molins de Rey y de Martorell (1559-1577); en segundas, con Juan Enríquez de Guzmán y Toledo; y en 1606, en terceras nupcias con Duarte de Portugal, marqués de Frechilla. Sin descendencia de ninguno de sus matrimonios.

Además el matrimonio tendría otros tres hijos, muertos en la infancia: Fernando, Diego y Guiomar.

### Nota
1. ↑  Ya casado en ese momento con una prima hermana de Luisa, Catalina de Silva. En el momento del embarazo de Luisa, Diego y Catalina eran ya padres de la célebre Ana de Mendoza, después princesa de Éboli.

### Individuales
1. 1 2  «Juan de la Cerda II Duque de Medinaceli». Fundación Casa Ducal de Medinaceli.
2. ↑   Suárez Arévalo, Jesús (2017). «Un arnés entero dorado y grabado: Isabel de Mendoza y la casa de Benamejí». Tiempos modernos: Revista Electrónica de Historia Moderna 8 (34): 439-471. ISSN 1699-7778. Consultado el 9 de marzo de 2024.
3. ↑  MJ (18 de junio de 2013). «Doña Luisa de la Cerda, «mi señora y amiga» (I)». Teresa, de la rueca a la pluma. Consultado el 19 de septiembre de 2023.
4. ↑  «Luisa de la Cerda». Fundación Casa Ducal de Medinaceli.